# Mission Saint-Benjamin de Jérusalem
La mission Saint-Benjamin (en russe : Вениаминское подворье) était un établissement appartenant à la société impériale orthodoxe de Palestine pour l'accueil des pèlerins russes en Terre sainte. Il était situé rue des Prophètes à Jérusalem et a été démoli en 2010.

## Historique
C'est le 16 mars 1887 qu'est achetée une maison par le hiéromoine Benjamin, membre de la mission russe de Jérusalem, qui œuvre en Terre Sainte depuis 1865. Il a l'intention d'en faire une maison d'accueil pour les femmes faisant leur pèlerinage à Jérusalem et pour celles qui désirent terminer leurs jours en Terre Sainte. Il en donne la direction à Xénia Khomoutova qui ne peut s'installer qu'au bout de deux ans, car les locataires de l'ancien propriétaire refusent de quitter la maison. En 1891, le P. Benjamin qui a déjà quatre-vingts ans, transmet la propriété de la maison à la société impériale orthodoxe de Palestine qui lui donne le nom de Saint-Benjamin. Le portail est inauguré le 5 juin 1892. Il est constitué d'une double grille de fer surmontée d'un arc de pierre orné d'un plaque de marbre avec des lettres dorées et flanquée de deux colonnes ornées de l'emblème circulaire de la société et coiffée chacune d'un globe de pierre. Il coûte cent napoléons d'or.
En août 1893, le nouveau corps de logis est prêt. Le P. Benjamin meurt le 10 septembre 1897. Ses funérailles sont célébrées par le patriarche de Jérusalem, Damien et il est enterré au mont Sion.
La maison finalement est organisée différemment des autres missions russes qui accueillent des hôtes de passage. Elle est en effet réservée aux femmes qui désirent terminer leurs jours ici et qui peuvent louer une chambre ou habiter un logement de deux ou trois personnes au maximum. La mission comprend un corps de bâtiment donnant sur la cour construit sur trois niveaux avec des balcons de bois reliés par des escaliers extérieurs sur lesquels donnent les portes des logements (deux par étage). L'autre aile comprend un étage supérieur et deux chambres par étage, séparées par un escalier intérieur, ainsi qu'un grand entresol servant aux tâches ménagères. Cette aile comprend aussi une vaste citerne. Elle est prolongée par une petite maison d'angle de trois niveaux qui donne sur la rue et comprend une chambre à chaque étage. Elle est aussi reliée par des escaliers extérieurs et des balcons. Un autre bâtiment transversal sans étage comprend diverses parties communes dont une blanchisserie et une citerne. Une deuxième petite cour au fond comprend aussi d'autres logements.
Pendant le mandat britannique (1917-1948), l'administration de la société impériale de Palestine orthodoxe s'installe à la mission Saint-Benjamin, car les autres bâtiments sont réquisitionnés. 
La maison se trouve ensuite dans la partie israélienne. Les logements de l'ancienne mission sont toujours occupés par des Russes qui ne veulent pas vivre du côté jordanien.
C'est alors qu'a lieu au début des années 1960 une opération immobilière en dehors de toute légalité entre les autorités israéliennes et le pouvoir soviétique qu'Israël reconnaît soudainement comme propriétaire de tous les bâtiments de la mission russe. Le tout est vendu pour une « brassée d'oranges », selon l'expression de l'époque, à la municipalité de Jérusalem.
Celle-ci décide de raser la maison pour élargir la rue, mais un comité de sauvegarde se forme pour s'opposer à cette décision. Finalement en 2006 la décision est prise de raser l'ancienne mission et de placer ailleurs son portail et autres éléments significatifs de l'histoire architecturale de Jérusalem, pour laisser place à un ensemble d'habitations.
Les bâtiments ont été détruits pendant l'été 2010.